# Jeanie MacPherson
Jeanie MacPherson   (Boston, 18 de maig de 1886 - Los Angeles, 26 d'agost de 1946) va ser una actriu i guionista de nacionalitat estatunidenca. La seva activitat interpretativa va tenir lloc en l'època del cinema mut, des de 1908 a 1917, i la seva carrera com a guionista es va perllongar fins a la dècada de 1940.

## Biografia
Nascuda a Boston, Massachusetts, va ser educada a París i a Chicago, i va estudiar dansa sota la tutela de Theodore Kosloff. Va començar la seva carrera com a intèrpret i ballarina al cor del Chicago Opera House, però aviat es va decantar per la interpretació.
Començà la seva experiència teatral en el Chicago Musical College, i el 1908 va debutar a la gran pantalla amb el curt dramàtic dirigit per David Wark Griffith The Factual Hour, al qual seguirien gairebé una trentena de curtmetratges: The Fugitive (1911), The Lonedale Operator (1911), The Eternal Mother (1912)... Així, al llarg de la dècada de 1910 MacPherson es va convertir en una actriu popular, treballant al costat d'actors com Wallace Reid, Geraldine Farrar, Blanche Sweet i Wilfred Lucas. Per a Universal Pictures, Macpherson va escriure i dirigir amb un sol rodet el western The Tarantula (1913). Es convertia així en la directora més jove de la història del cinema. En aquests anys també va interpretar, dirigida per Lois Weber i Phillips Smalley, The Merchant of Venice (1914); amb Cecile B. DeMille interpretà Carmen, The Captive, The Girl of the Golden West (totes de 1915), i escrigué el guió de The Cheat (1915).
A partir de 1917 deixà la interpretació i es concentrà en la seva faceta de guionista cinematogràfica, tasca en què col·laborà amb directors per als quals ja havia treballat, com Cecil B. DeMille i D.W. Griffith.

## Col·laboració amb DeMille
Va treballar durant molts anys per a la Paramount Pictures, durant una època en què es considera que va ser la veritable guionista i creadora d'un bon nombre de pel·lícules de DeMille.
El 1914, Jeanie Macpherson va actuar en la pel·lícula Rose of the Rancho. Després, interessat en l'escriptura de Macpherson, Cecil B. DeMille la va contractar com a guionista i escenògrafa. Cadascun tenia el seu propi estil, però les col·laboracions van ser fructíferes, perquè junts van crear 39 pel·lícules entre el 1915 i els anys quaranta, entre les quals The Little American (1917), Joan the Woman (1917), Old Wives for New i The Whispering Chorus (1918), Don't Change Your Husband, For Better, for Worse i Male and Female (1919), Forbidden Fruit (1921), Manslaughter (1922), Adam's Rib (1923), The Ten Commandments (1923), The Road to Yesterday (1925), The Plainsman (1936), Land of Liberty (1939).
Sembla que Macpherson sempre encertà a traduir i integrar en els guions les audaces visions que aportava DeMille. Mentre que un dels aspectes de l'obra de Macpherson que va despertar l'interès d'aquest director va ser el seu enfocament dels personatges. Així, per exemple, Rei de reis (1927), que DeMille va dirigir i havia escrit Macpherson, presenta la figura de Jesús amb una caracterització que fins aleshores no s'havia vist en el cine. Amb l'arribada del cine sonor, la col·laboració es va fer menys freqüent.
MacPherson va ser membre fundadora de l'Acadèmia de les Arts i les Ciències Cinematogràfiques, creada l'11 de maig de 1927 a Hollywood.
Va morir el 1946 a Los Angeles. Tenia 59 anys d'edat i va ser enterrada al Cementiri Hollywood Forever de Hollywood. Per la seva contribució a la indústria cinematogràfica, se li va concedir una estrella al Passeig de la Fama de Hollywood, en el 6150 de Hollywood Boulevard.

## Selecció de filmografia
Macpherson va aparèixer com a actriu en 121 pel·lícules i va escriure el guió per a unes altres 43. Com a guionista es poden destacar:
- To Save Her Soul (1909)
- Her First Biscuits (1909)
- Enoch Arden (1911)
- Chimmie Fadden Out West (1915)
- The Black Box (1915)
- The Girl of the Golden West (1915)
- The Golden Chance (1915)
- The Love Mask (1916)
- The Little American (1917)
- The Woman God Forgot (1917)
- The Devil Stone (1917)
- Joan the Woman (1917)
- Old Wives for New (1918)
- Till I Come Back to You (1918)
- Don't Change Your Husband (1919)
- For Better, for Worse (1919)
- Male and Female (1919)
- The Affairs of Anatol (1921)
- Forbidden Fruit (1921)
- Saturday Night (1922)
- Manslaughter (1922)
- Adam's Rib (1923)
- The Ten Commandments (1923)
- Triumph (1924)
- The Road to Yesterday (1925)
- Red Dice (1926)
- Young April (1926)
- Her Man o' War (1926)
- Dynamite (1929)
- Madam Satan (1930)
- The Plainsman (1936)
- Land of Liberty (1939)